# Pedro Manfredini
Pedro Waldemar Manfredini (Malpú, 1935. szeptember 7. – Róma,Olaszország, 2019. január 21.) válogatott argentin labdarúgó, csatár.

## Pályafutása

### Klubcsapatban
1959-ben a bajnok Racing Club labdarúgója volt. 1959-ben Olaszországba szerződött. 1959 és 1965 között az AS Roma csatára volt. Tagja volt az 1960–61-es idényben vásárvárosok kupáját nyerő csapatnak.  Az 1962–63-as idényben a Serie A gólkirály volt. 1965-ben a Brescia, 1966 és 1974 között a Venezia játékosa volt.

### A válogatottban
1959-ben három alkalommal szerepelt az argentin válogatottban és két gólt szerzett. Tagja volt az 1959-es argentínai Copa América győztes csapatnak.

## Sikerei, díjai
Argentína
- Copa América
  - győztes: 1959 (Argentína)

 Racing Club
- Argentin bajnokság (Primera Divisón)
  - bajnok: 1958

 AS Roma
- Olasz bajnokság (Serie A)
  - gólkirály: 1962–63
- Olasz kupa (Coppa Italia)
  - győztes: 1964
  - gólkirály: 1964
- Vásárvárosok kupája
  - győztes: 1960–61
  - gólkirály: 1960–61, 1962–63